# Liponeura angelieri
Liponeura angelieri is een muggensoort uit de familie van de Blephariceridae. De wetenschappelijke naam van de soort is voor het eerst geldig gepubliceerd in 1975 door Giudicelli & Lavandier.